# Seymour Glass
Seymour Glass es el primogénito de los hermanos Glass, la familia de ficción creada por J. D. Salinger. De sus siete hermanos él es el que tiene más talento. Es también poeta y cree profundamente en el pensamiento Zen, manteniendo un estrecho vínculo con su hermano pequeño, Buddy Glass. El suicidio de Seymour se narra en el relato Un día perfecto para el pez banana, incluida en la recopilación de relatos cortos Nueve cuentos. También aparece en otros libros de Salinger, como Levantad, carpinteros, la viga del tejado y Seymour: una introducción y es aludido varias veces en Franny y Zooey.
- Datos: Q6040007